# ملوية كبدية
ملوية كبدية (بالإنجليزية: Helicobacter hepaticus)‏ هي نوع من البكتيريا، سلبية الغرام، تتبع الملوية.